# Robo (jogador)
Leonardo Souza (22 de abril de 1998), mais conhecido como Robo, é um jogador profissional brasileiro de League of Legends. Atualmente joga pela LOUD, time que disputa o Campeonato Brasileiro de League of Legends.

## Títulos
Red Canids
- Campeonato Brasileiro de League of Legends: 2017-1
- Rift Rivals LLN-CLS-CBLOL: 2017

Flamengo Esports
- Campeonato Brasileiro de League of Legends: 2019-2

paiN Gaming
- Campeonato Brasileiro de League of Legends: 2021-1

LOUD
- Campeonato Brasileiro de League of Legends: 2022-2, 2023-1, 2023-2 e 2024-1

## Prêmios e indicações
| Ano  | Organização           | Categoria                          | Resultado |
| ---- | --------------------- | ---------------------------------- | --------- |
| 2018 | Prêmio CBLoL          | Melhor Topo                        | Venceu    |
| 2019 | Prêmio CBLoL          | Melhor Topo                        | Indicado  |
| 2019 | Prêmio CBLoL          | Melhor Jogada                      | Indicado  |
| 2020 | Prêmio CBLoL          | Melhor Topo                        | Indicado  |
| 2021 | Prêmio CBLoL          | Melhor Topo                        | Indicado  |
| 2021 | Prêmio CBLoL          | Melhor Jogador                     | Indicado  |
| 2021 | Prêmio CBLoL          | Craque da Galera                   | Indicado  |
| 2021 | Prêmio eSports Brasil | Melhor atleta de League of Legends | Indicado  |
| 2022 | Prêmio CBLoL          | Melhor Topo                        | Venceu    |
| 2022 | Prêmio CBLoL          | Melhor Jogador                     | Indicado  |
| 2022 | Prêmio eSports Brasil | Melhor atleta de League of Legends | Venceu    |
| 2023 | Prêmio CBLoL          | Melhor Topo                        | Venceu    |
| 2023 | Prêmio CBLoL          | Melhor Jogada                      | Venceu    |
| 2023 | Prêmio CBLoL          | Melhor Jogador                     | Indicado  |